# Koktuli River
Der Koktuli River ist ein etwa 100 Kilometer langer linker Nebenfluss des Mulchatna River im Südwesten des US-Bundesstaats Alaska.

## Flusslauf
Die Quelle des Koktuli bildet ein 287 m hoch gelegener namenloser See 25 Kilometer nordwestlich der Siedlung Iliamna sowie 22 Kilometer vom Nordufer des Iliamna Lakes entfernt. Von seinem Quellgebiet strömt er in westlicher, später in westnordwestlicher Richtung durch die Hügellandschaft nördlich des Iliamna Lake. 15 Kilometer oberhalb der Mündung trifft der Swan River von rechts auf den Koktuli River. Dieser wendet sich anschließend in Richtung Westsüdwest und mündet schließlich 75 Kilometer nordöstlich von New Stuyahok in den Mulchatna River. Der Koktuli River weist entlang seinem gesamten Flusslauf ein stark mäandrierendes Verhalten auf. Das Einzugsgebiet erreicht Höhen von lediglich 850 m und ist frei von Gletschern. Entsprechend treten die maximalen monatlichen Abflüsse schon im Mai auf.